# Жената си е жена
„Жената си е жена“ (на френски: Une femme est une femme) е френска драма от 1961 година на режисьора Жан-Люк Годар по негов сценарий.

## Сюжет
Героинята на филма усеща вътрешната ѝ неудовлетвореност от един скучен живот, решава, че едно дете ще ѝ помогне да се измъкне от този порочен кръг. Въпреки това мъжете около нея не могат да разберат нейния импулс и тя полага голямо усилие да постигне целта си.

## В ролите
| Изпълнител       | Роля                |
| ---------------- | ------------------- |
| Жан-Клод Бриали  | Емил Рекамие        |
| Ана Карина       | Анжела              |
| Жан-Пол Белмондо | Алфред Любич        |
| Мари Дюбуа       | Приятелка на Анжела |

## Награди и номинации
- 1961 Печели награда „Сребърна мечка“ за най-добра актриса – Ана Карима.
- 1961 Печели награда „Сребърна мечка“ извънредна награда на журито.
- 1961 Номинация за „Златна мечка“.